# Žanrska literatura
Žanrska literatura je ime za pripovedno prozo, napisano po vzorcu (shemi, formuli) za ljubitelje določenega žanra. Žanri so največkrat poimenovani po svoji snovi (zgodovinski, vojni, ljubezenski roman, fantazijska pripoved ...). Iste korpuse besedil, vendar iz drugačne perspektive, označujejo pojmi trivialna literatura, popularna literatura, lahka književnost.

## O izrazih za žanrsko literaturo
Termin se nanaša na formalno dimenzijo besedil (snov, algoritme, strukturo) in na njihovo recepcijsko razsežnost ter nima slabšalnega prizvoka kot konkurenčna izraza trivialna literatura, ki poudarja opozicijo z elitno literaturo, ali popularna literatura, ki meri na množično produkcijo in recepcijo. Najustreznejša angleška ustreznica je genre fiction.

## Slovenska žanrska literatura
V slovenski daljši pripovedni prozi sta najpogostejša kmečki in zgodovinski žanr, sledijo pustolovski, sentimentalni, kriminalni, znanstvenofantastični, biografski, vojni, humoristični, viteški, rodbinski, generacijski, avtobiografski, ljubezenski, grozljivi in planinski žanr.
Pravila, po katerih se ravnajo žanri, se spreminjajo. Včasih v kriminalki ni bila dovoljena ljubezen, danes pa imamo celo žanrski tip ljubezenske kriminalke. Da lahko različna besedila uvrščamo v isti žanr je potrebna snovna določenost, potrebni so ista snov in motivi. To omogoča bralcu lažjo izbiro pri izboru priljubljenih knjig, saj so za ljubezenski žanr značilni drugačni motivi in snov kot pa pri kmečkem žanru. Znotraj določenega žanra se lahko razvijejo tudi podžanri.
Velike slovenske založbe so iz strahu pred izgubo ugleda nerade objavljale žanrsko literaturo, zato ni čudno, da je na Slovenskem več prevedene žanrske literature kot pa izvirne. V 19. stoletju so slovenski avtorji pisali žanrska dela v nemščini, npr. Jakob Alešovec in Luiza Pesjakova. Zgodilo se je tudi, da avtor ni priznal, da je njegovo delo žanrske narave, saj je bilo uveljavljeno mnenje, da se žanrska literatura piše z levo roko. Predsodki do žanrske literature počasi izginjajo.
Knjižničarji razporejajo leposlovje na police po 71 žanrskih oznakah, ki se v glavnem nanašajo na romane. Na vrhu sta neoprijemljivi oznaki družbeni (socialni) in družbenokritični roman, sledijo zgodovinski, avtobiografski, kriminalni, psihološki, ljubezenski, mladinski, biografski, družinski (rodbinski), fantastični, humoristični, problemski, potopisni, eksistencialistični, vojni, satirični, detektivski, filozofski, pustolovski, znanstvenofantastični, erotični, realistični, modernistični, vzgojni, ezoterični, lirski itd. Od drugih oznak so najpogostejše: kratka zgodba, spomini, pesem, biografija, esej, novela, dnevnik, pismo, potopis, pravljica, povest, strip, kolumna, drama, aforizmi.

### Značilnosti zgodovinskega žanra
Zgodovinski žanr je najbolj utrjen žanrski pojem na Slovenskem. Snov zgodovinskega žanra se navezuje na zgodovinski dogodek, osebe so lahko ali izmišljene ali zgodovinsko resnične. Zgodovinski žanr se je na Slovenskem prvič omenil leta 1854. Med najpomembnejšemi slovenskimi pisatelji zgodovinskega žanra so: Josip Jurčič, Fran Saleški Finžgar, Ivan Tavčar, Ivan Pregelj, Ilka Vašte, Jože Pahor, France Bevk, Mimi Malenšek.

### Značilnosti kmečkega žanra
Poleg zgodovinskega žanra je na Slovenskem najpogostejši kmečki žanr. Najpomembnejši motivi za prepoznavanje kmečkega žanra so kmečko okolje, kmečke osebe, značilni generacijski in lastninski konflikt. Najpogostejši avtorji kmečkega žanra na Slovenskem so: France Bevk, Vladimir Levstik, Fran Saleški Finžgar, Anton Ingolič, Fran Detela, Ivan Cankar, Tone Svetina, Fran Jaklič, Miško Kranjec.